# 比尔·博图斯
比尔·博图斯（Bill Birtles）是一名澳大利亚记者，供职于澳大利亚广播公司工作。2015年至2020年在中国工作，在成蕾被拘后，澳大利亚驻华大使馆建议他离开中国返回澳大利亚。

## 教育
博图斯在堪培拉文法学校读书，2002年后考入新南威尔士大学。

## 事业
博图斯最初供职于Triple J，担任记者。24岁后他开始学习普通话并搬到北京，从事新闻工作。之后他在供职于悉尼、墨尔本的澳大利亚广播公司分部。2015年，他再次搬至北京，担任澳大利亚广播公司驻北京的记者。
2020年8月，随着澳大利亚记者成蕾被捕，澳大利亚驻华大使馆建议他离开中国。在他离境前夜，七名中国公安警察访问他家，并禁止他离境；澳大利亚金融评论记者的迈克尔·史密斯（Michael Smith）也经历相同情况。次日，博图斯进入澳大利亚驻北京大使馆。几天后，博图斯在与中国当局就成蕾一事进行了面谈后，获准离开中国。
2021年3月，香港西九龙裁判法院审理此因初选违反国安法被起诉的47人，大批民众在法院门口支持国安法。博图斯发Twitter撰文称赞反对国安法的示威民众“很勇敢”，但所用截图中的民众却清晰地用中文写着“支持国安法”。事情一经发现，博图斯成为各国舆论和民众的笑柄。